# József Batthyány
Hrabia József Batthyány (węg.: Batthyány gróf József ur. 30 stycznia 1727, Wiedeń; zm. 23 października 1799, Bratysława) był członkiem starej magnackiej rodziny węgierskiej Batthyány.

## Życiorys
W roku 1751 otrzymał święcenia kapłańskie, w 1759 został biskupem Siedmiogrodu, w 1760 arcybiskupem w Kalocsy, w 1776 prymasem Węgier i arcybiskupem w Esztergom, a w 1778 kardynałem. Od roku 1782 do śmierci był kardynałem-prezbiterem rzymskiej bazyliki św. Bartłomieja na Wyspie Tyberyjskiej.
Zasłużony dla państwa i kościoła węgierskiego. W najtrudniejszych dla jego ojczyzny czasach odgrywał często rolę pośrednika, rozjemcy i zaangażowanego charytatywnie mecenasa węgierskich interesów. Rezydował w pałacu prymasowskim w Bratysławie.